# Supplice épicé
 (octobre 2024).
Si vous disposez d'ouvrages ou d'articles de référence ou si vous connaissez des sites web de qualité traitant du thème abordé ici, merci de compléter l'article en donnant les références utiles à sa vérifiabilité et en les liant à la section « Notes et références ».
Pour plus de détails, voir Fiche technique et Distribution.
Supplice épicé (Chili Weather) est un court métrage américain Merrie Melodies de 1963 réalisé par Friz Freleng, mettant en scène Speedy Gonzales et Grosso Mineto[réf. souhaitée].